# Guthorm Sigurdsson
Guthorm Sigurdsson (881 - 893) fue un caudillo vikingo, jarl de las Orcadas en el siglo X pero durante poco tiempo, murió antes del año tras heredar el territorio insular de su padre, uno de los primeros jarls, Sigurd Eysteinsson. Su madre era Jocunda Olafsdatter (n. 859), una hija de Olaf el Blanco. Le sucedió su primo Torf-Einarr, hijo de Rognvald Eysteinsson, jarl de Møre y hermano de Sigurd.